# Пуанолооя
Пуанолооя — река в России, протекает по территории Кемского района Карелии. Впадает в озеро Паноярви. Длина реки — 20 км.
Река берёт начало из Панламбины на высоте 125,4 м над уровнем моря.
Течёт преимущественно в северо-западном направлении по заболоченной местности.
Река в общей сложности имеет 14 малых притоков суммарной длиной 44 км.
Втекает на высоте 81,0 м над уровнем моря в озеро Паноярви, через которое протекает река Кемь.
Код объекта в государственном водном реестре — 02020000912102000004515.

## Данные водного реестра
По данным государственного водного реестра России относится к Баренцево-Беломорскому бассейновому округу, водохозяйственный участок реки — Кемь от Юшкозерского гидроузла до Кривопорожского гидроузла. Речной бассейн реки — бассейны рек Кольского полуострова и Карелии, впадает в Белое море.